# Katja Perat
Katja Perat (* 7. Januar 1988 in Ljubljana, SFR Jugoslawien) ist eine slowenische Schriftstellerin, Lyrikerin und Literaturkritikerin.

## Leben und Werk
Katja Perat studierte Philosophie und Vergleichende Literaturwissenschaft an der Philosophischen Fakultät der Universität Ljubljana. Derzeit lebt sie in den USA, wo sie an der Washington University in St. Louis ihr Doktorat in Vergleichender Literaturwissenschaft absolviert. Dort erhielt sie 2020 das Divided City Fellowship-Stipendium, das sie dafür nutzte, an ihrem Projekt „The Divided Village: Segregation in Austrian Carinthia and Peter Handke’s Construction of Yugoslavia“ zu arbeiten.
Perat veröffentlichte ihre ersten Gedichte 2007 in der slowenischen Literaturzeitschrift Literatura sowie im slowenisch-bosnischen Magazin Dignimo pero/Dvignimo pero. Ihre erste Gedichtsammlung Najboljši so padli (2011, Die besten sind gefallen) erhielt noch im selben Jahr auf der slowenischen Buchmesse den Preis für das beste literarische Debüt und wurde 2012 vom Verband der slowenischen Literaturkritiker mit dem Kritiško sito-Preis als Buch des Jahres ausgezeichnet; die Kritiken fielen derart positiv aus, dass manche sogar vom „Debüt des Jahrzehnts“ sprachen. Perats zweite Gedichtsammlung Davek na dodano vrednost (2014, Mehrwertsteuer) wurde in der Folge sowohl für den Jenko-Preis als auch als bester Lyrikband des Jahres für den Veronika-Preis nominiert. Typisch für Perats Poesie ist ihre kritische Betrachtung der Literaturwelt, die ihre Wurzeln sowohl in ihrem Philosophiestudium als auch ihrer eigenen Tätigkeit als Literaturkritikerin hat. Referenzen zu Philosophie, Geschichte und politischem Denken werden in ihren Gedichten von subtilem Humor begleitet.
Perats erster Roman Mazohistka (2018, Die Masochistin) schaffte es auf die Longlist des Kresnik-Preises für den besten Roman des Jahres. Der Roman ist getarnt als Pseudobiographie einer gewissen Nadežda Moser, fiktive Ziehtochter Leopolds von Sacher-Masoch, und erzählt aus ihrer Perspektive von den alltäglichen Kämpfen, denen sich junge Frauen Ende des 19. Jahrhunderts in Österreich-Ungarn auf der Suche nach Freiheit und persönlichem Glück stellen mussten.
Neben ihrer literarischen Tätigkeit ist Perat auch Co-Redakteurin des literarischen Portals AirBeletrina und Journalistin für das Wochenmagazin Mladina. Außerdem schreibt sie für die vierzehntäglich erscheinende Kulturzeitung Pogledi und ist Vorstandsmitglied der Literaturzeitschrift Idiot. Bisher erschienen nur vereinzelt deutsche Übersetzungen ihrer Gedichte im Rahmen verschiedener Projekte.

## Publikationen und Übersetzungen

### Bücher
- Najboljši so padli. Ljubljana: Študentska založba, 2011.
- Davek na dodano vrednost. Ljubljana: LUD Literatura, 2014.
- Mazohistka, 2018. Ljubljana: Beletrina.
  - engl. Übersetzung: The Masochist. London: Istros. Übersetzt von Michael Biggins.

### Deutsche Übersetzungen
- Fick dich, Ginsberg. (Original: Jebi se, Ginsberg. Ins Deutsche übersetzt von Daniela Trieb). In: Lichtungen 135. 2013.
- Skicabuch. Einblick in die zeitgenössische slowenische Literatur, Nr. 1, Nov. 2014. (5 Gedichte: Und Ich Mache Kunst, National Geographic, Engels, Neues Material: Mut, Zärtlichkeit. Ins Deutsche übersetzt von Metka Wakounig). S. 81–89.
- In: GESCHICHTEn ERZÄHLEN, 2015 (einzelne Gedichte, ins Deutsche übersetzt von Daniela Trieb). Berlin: edition.fotoTAPETA.